# Michiel Adams
Michiel Adams (Westervelde, 15 februari 1973) is een Nederlands voormalig professioneel voetballer die als aanvaller uitkwam voor onder meer BV Veendam.

## Clubcarrière
Adams begon zijn loopbaan als voetballer toen hij zich op zesjarige leeftijd aansloot bij VV GOMOS uit Norg. Al vanaf zijn veertiende stond hij onder interesse van diverse profclubs en in 1996 was hij erg dicht bij een amateurverbintenis bij BV Veendam. Bij die club kwam hij een jaar later alsnog terecht. Door blessureleed kon Adams niet laten zien een vaste waarde te gaan worden voor de Veenkolonialen. In zijn eerste halve jaar kwam hij tot slechts dertig minuten speeltijd. In alle drie de seizoenen waarin hij bij Veendam speelde, kwam Adams tot zes doelpunten. In Duitsland speelde de aanvaller nog drie jaar voor SV Meppen en één seizoen bij VfB Oldenburg. Uiteindelijk keerde hij nog een tijdje terug bij VV GOMOS.

## Statistieken
| Seizoen     | Club        |                    | Competitie     | Competitie | Competitie | Beker | Beker | Internationaal | Internationaal | Totaal | Totaal |
| Seizoen     | Club        | Wed.               | Competitie     | Dlp.       | Wed.       | Dlp.  | Wed.  | Dlp.           | Wed.           | Dlp.   |        |
| ----------- | ----------- | ------------------ | -------------- | ---------- | ---------- | ----- | ----- | -------------- | -------------- | ------ | ------ |
| 1997/98     | BV Veendam  | Vlag van Nederland | Eerste divisie | 12         | 6          | 3     | 2     | —              | —              | 15     | 8      |
| 1998/99     | BV Veendam  | Vlag van Nederland | Eerste divisie | 22         | 6          | 3     | 1     | —              | —              | 25     | 7      |
| 1999/00     | BV Veendam  | Vlag van Nederland | Eerste divisie | 22         | 6          | 2     | 0     | —              | —              | 24     | 6      |
| Club totaal | Club totaal | Club totaal        | Club totaal    | 56         | 18         | 8     | 3     | —              | —              | 64     | 21     |